# Петрівка (Лозівський район)
Петрі́вка — село в Україні, у Лозівському районі Харківської області. Населення становить 248 осіб. Входить до складу Біляївської селищної громади.

## Географія
Село Петрівка знаходиться біля витоків безіменній пересихаючої річечки, яка через 10 км впадає в Краснопавлівське водосховище. Село примикає до селища Біляївка. На відстані в 2 км розташовані села Веселе і Суданка. Поруч проходить автомобільна дорога Т 2107 і залізниця, станція Біляївка.

## Історія
- 1899 - дата заснування.
- 12 червня 2020 року, відповідно до Розпорядження Кабінету Міністрів України  № 725-р «Про визначення адміністративних центрів та затвердження територій територіальних громад Харківської області», увійшло до складу Біляївської селищної громади[1].
- 19 липня 2020 року, в результаті адміністративно - територіальної реформи та ліквідації Первомайського району, село увійшло до складу Лозівського району Харківської області[2].

## Населення

### Мова
Розподіл населення за рідною мовою за даними :
| Мова       | Кількість | Відсоток |
| ---------- | --------- | -------- |
| українська | 205       | 82.66%   |
| російська  | 43        | 17.34%   |
| Усього     | 248       | 100%     |

## Економіка
- Молочно-товарна ферма.